# Olga Tio
Olga Tio –en ruso, Ольга Тё; también transliterado como Olga Te– (5 de marzo de 1996) es una deportista rusa que compite en halterofilia.
Ganó una medalla de bronce en el Campeonato Mundial de Halterofilia de 2021 y una medalla de plata en el Campeonato Europeo de Halterofilia de 2021, ambas en la categoría de 59 kg.

## Palmarés internacional
| Campeonato Mundial | Campeonato Mundial   | Campeonato Mundial | Campeonato Mundial |
| Año                | Lugar                | Medalla            | Categoría          |
| ------------------ | -------------------- | ------------------ | ------------------ |
| 2021               | Taskent (Uzbekistán) | Medalla de bronce  | 59 kg              |
| Campeonato Europeo |                      |                    |                    |
| Año                | Lugar                | Medalla            | Categoría          |
| 2021               | Moscú (Rusia)        | Medalla de plata   | 59 kg              |